# انتون "كلين" اوستروفسكي
انتون «كلين» اوستروفسكي (بالعبرية: אנטון אוסטרובסקי-קלין‏) هو ممثل إسرائيلي، ولد في 1982 بنوفوتشركاسك في روسيا.

## وصلات خارجية
- انتون "كلين" اوستروفسكي على موقع IMDb (الإنجليزية)